# Забалка
Заба́лка — місцевість у Херсоні, що отримала свою назву від яру (балки), що перетинав шлях до центральної частини міста.

## Походження назви

Краєвид Забалки, 1908 р.

За однією з версій, наприкінці XVIII — початку XIX ст. кріпаки-втікачі, п'яниці, відставні військові та дармоїди оселялися за балкою. Там вони жили собі на втіху, створюючи банди й породжуючи екологічні лиха місцевого масштабу. Так з'явився район Забалка, що розташовувався у північно-західній частині міста.
Балка, від якої, власне, й походить назва місцевості, завжди була завалена горами сміття, що змивався потоками дощової води в р. Кошову. Перші будинки розташовувалися на схилах балки, та через зливи, талий сніг та зсуви вони швидко руйнувалися. У середині ХХ ст. по дну балки проклали колектор.

## Історія

Вулиця на Забалці, 1902 р.

Першою спорудою, що з'явилася на Забалківській горі (мисі між р. Кошовою та яром), був військовий шпиталь, збудований на початку 80-х років XVIII ст. Житловий район почав виникати лише у 20-ті роки XIX ст. На проєкті 1833 р. він являв собою велике передмістя між двома ярами біля р. Кошової. Дуже довго жителі Забалки використовували для усіх своїх потреб річну воду. Зранку вони її набирали коромислами та використовували для пиття. В обід вона ставала мутною, і тоді вона служила для прання та інших господарських справ.
У 1842 р. на торговельній площі Забалки було збудовано церкву Святого Миколая, що збереглася до теперішніх часів та є своєрідним центром усієї місцевості.
Завдяки особливому рельєфу та соціальному рівню населення, що проживає в цьому районі, Забалка і дотепер створює місту проблеми. У теперішній час на місці балки проходить вул. Колодязна.

### Забалківській ринок

Ринок на Забалці, 1902 р. На задньому плані видно пожежну каланчу, що збереглася дотепер

Ринок на Забалці (Забалківському форштадті) виник після будівництва церкви Святого Миколая у 1842 р. Офіційний дозвіл на його відкриття було надано лише у 1853 р., попри те, що місцеві жителі торгували на площі й раніше. В середині 70-х років XIX ст. Дума задовольнила прохання жителів Забалківського та Сухарного форштадтів та надала розпорядження на будівництво на площі перед церквою декількох торговельних лавок та рундуків. Тут продовжували торгувати лише місцеві жителі, оскільки сюди не приїжджали селяни з передмість. На площі також було збудовано водорозбірну будку, з якої вода продавалася відрами.

### Пожежна каланча

Сучасний вигляд пожежної каланчі та Свято-Миколаївського морського собору, квітень 2011 р.

Неподалік від ринкової площі знаходилася пожежна каланча. Перша пожежна каланча на Забалці була дерев'яною та розташовувалася поряд із дерев'яним сараєм, де розміщувалися конюшні та пожежний обоз. Тут працювало 10 чоловік, в розпорядженні яких було два брандспойти. До кінця 80-х років каланча остаточно застаріла та потребувала капітального ремонту. За зверненням херсонського поліцмейстера, Міська управа видала розпорядження розібрати каланчу й тимчасово перевести піст спостереження на дзвіницю церкви Святого Миколая (у наш час — Свято-Миколаївський морський собор УПЦ МП).
Попри те, що розташування чергового пожежника на церковній дзвіниці здавалося на перший погляд зручним, на практиці виникали певні труднощі. Для сповіщення про пожежу вартовому доводилося бігти цілий квартал до команди, оскільки вивішувати пожежні сигнали на дзвіниці заборонялося. Церковні двері на ніч зачинялися та підійматися на дзвіницю доводилося по приставній драбині, що було особливо небезпечно в ожеледь та погану погоду. Також виникали великі проблеми зі справлянням особистої потреби вартових.
27 квітня 1887 р. міська Дума ухвалила рішення про будівництво кам'яної каланці, заввишки 7 саженів. У теперішній час пожежна каланча знаходиться на території «Самостійної державної пожежної частини № 3» (вул. Ломоносова, 75).

### Морські казарми на Олександрівській площі
У 1807 р. херсонський губернський архітектор Федір Вунш на замовлення Морського відомства склав проєкт Чорноморського шпиталю на 800 осіб. На той час такі затверджувалися в Санкт-Петербурзі головним адміралтейським архітектором, котрим на той час був Андреян Дмитрович Захаров. Проєкт, наданий йому в 1808 р., мав стільки недоліків, що Захарову довелося власноруч розробити новий.

Фасад Чорноморського шпиталю, проєкт архітектора Захарова А. Д., 1808 р.

Остаточно проєкт було затверджено лише 8 вересня 1908 року. Одноповерховий корпус шпиталю мав колосальні розміри — майже чверть кілометра завдовжки. Захаров запроєктував будівлю в тих самих пропорціях, що й будівлю Адміралтейства в Санкт-Петербурзі, спорудженого за його проєктом. Ще до початку будівництва, в 1811 р. Захаров помер. Імовірно, саме з цієї причини шпиталь почали будувати за проєктом Вунша та закінчили у 1814 році. Розміщувався шпиталь на північній околиці Забалки на Олександрівській площі, яка нині забудована.

Морські казарми, 1908 р.

Після остаточного переведення Херсонського адміралтейства до Миколаєва у 1825 р. шпиталь було реорганізовано в Морські казарми. Під час Кримської війни 1853–1856 років тут розміщувався один зі шпиталів для поранених військових. Згодом будівля була закинута, а в окремих корпусах у 1911 р. розмістився 2-й батальйон піхотного Модлинського полку.
У теперішній час Олександрівська площі забудована житловими будинками, а також корпусами заводів карданних валів та напівпровідникових приладів.

Миколаївський сиротинець, 1904 р.

### Миколаївський сиротинець
Миколаївський сиротинець був заснований в Херсоні у 1852 р. та займав окрему будівлю. Усі вихованці навчалися грамоти в парафіяльній школі за встановленими правилами для сиротинці, а згодом вчилися домоводству й майстерності, що були необхідними для домашнього вжитку. К зв'язку зі збільшенням чисельності вихованець та розширенням програми навчання, стара будівля перестала задовольняти потреби сиротинця.
У 1894 р. головою Благодійного товариства було обрано дружину начальника губернії Веселкіну М. В. За її ініціативи було вирішено будувати нове приміщення для Миколаївського сиротинця, а також розширити його функції та заснувати при сиротинці Будинок працелюбства. Будинок працелюбства зі шкільним притулком для дітей-сиріт було відкрито на початку 1895 р. Сюди потрапляли як хлопчики, так і дівчата. Вони вчилися грамоти, ремеслел, отримували одяг, взуття та харчування. В 3-й поліцейській частині Херсона, де зосереджувалися такі благодійні установи як Благодійне товариство та Притулок для догляду за літніми людьми, названий на честь Олив М. А., було виділено місце під будівництво нового приміщення Миколаївського сиротинця та Будинку працелюбства. Для шовковичного виробництва міською владою було надано у тимчасове користування Благодійним товариством 8 десятин міської землі для розведення тутових плантацій.
У 1896 р. відбулося відкриття нового приміщення, збудованого за проєктом архітектора Євгена Петровича Бутми-де-Кацмана. При ньому було освячено церкву Святого Миколая. По закінченню будівництва цієї великої будівлі із просторими класами й новими майстернями, чисельність вихованців збільшилася з 70 до 100 осіб. При чому окрім навчань з домашнього господарства, кравецького та чоботарського ремесел в програму було введено виготовлення килимів, звичайного сукна та ін. Будинок працелюбства знаходився на повному утриманні Херсонського благодійного товариства. При Миколаївському сиротинці після відкриття нової будівлі обліковувалося 43 дівчини, а при Будинку працелюбства — 29 дівчат і 43 хлопчики.
Директором сиротинця на початку ХХ ст. був колезький секретар Стельченко К. В. До війни 1941 р. в приміщенні сиротинця знаходилася школа № 21, під час війни — німецький шпиталь, а після звільнення Херсона — військовий шпиталь, а згодом — дитячий будинок.
У теперішній час будівлю займає кафедра механізації та охорони праці Херсонського державного аграрного університету (вул. Садова, 17-а).

## Сучасність
У теперішній час, як і від самого заснування місцевості, більшість території Забалки займає приватна забудова. Місцевість розташована в межах вулиць Робочої — з півночі, Садової та Вільхової — з заходу, Причальної (вздовж берега р. Кошової) з півдня та Колодязної — зі сходу.
На території колишньої ринкової площі, яка частково збереглася дотепер, розташований ринок. Решта території забудована приватними будинками та підприємствами («Облпаливо», типографія та ін).
22 травня 2007 року з нагоди 165-річчя Свято-Миколаївському храму було надано статус морського собору (вул. Мостова, 36).